# Dragana
Dragana je žensko osebno ime.

## Izvor imena
Ime Dragana je različica ženskega osebnega imena Draga.

## Pogostost imena
Po podatkih Statističnega urada Republike Slovenije je bilo na dan 31. decembra 2007 v Sloveniji število ženskih oseb z imenom Dragana: 661.

## Osebni praznik
Osebe z imenom Dragana lahko godujejo takrat kot osebe z imenom Draga.